# Zlatá cihla

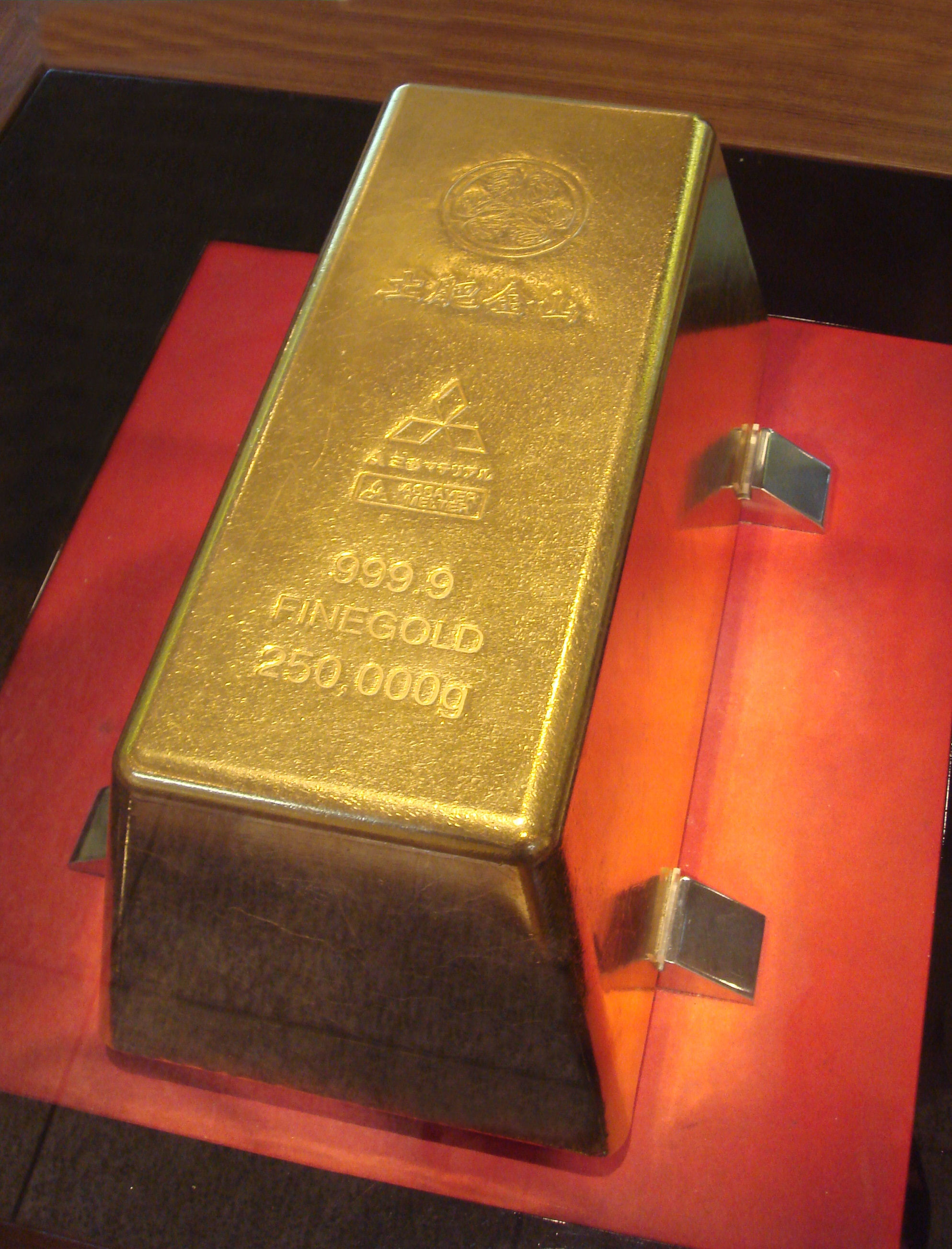
Zlatá cihla o hmotnosti 250 kg

Zlatá cihla je zlatý slitek, který se používá k uskladnění většího množství zlata. Také se používá jako prvotní produkt ze zlata. Ze zlaté rudy se získá čisté zlato a to je přetaveno na zlaté cihly, které jsou případně přeměněny na šperky a jiné věci nebo uschovány, dokud nejsou potřeba (např. potřeba hotových peněz nebo pro spekulaci).

## Uzanční cihly
Uzanční zlaté slitky/cihly se standardně vyrábějí ve více než deseti velikostech či hmotnostech. Bankovní (profesionální) cihly mají 400 oz (troyských uncí) tj. 12.441,39072 g (~12,5 kg). Přibližná hodnota této cihly je 10 milionů Kč.

## Rekordní cihla
Největší a nejtěžší zlatou cihlu na světě o hmotnosti 250 kg nechala odlít 11. června 2005 japonská společnost Mitsubishi Materials Corporation. Základna cihly má rozměry 45,5 × 22,5 × 17 cm. Vrchní část má 38 × 16 cm. Zlato mělo v době odlévání hodnotu 3,7 milionů dolarů.
Cihla je vystavena v muzeu Toi gold mine v japonském městě Toi v prefektuře Šizuoka (největší japonský zlatý důl, v kterém se v letech 1577–1965 vytěžilo 78 tun zlata a přes dva tisíce tun stříbra).